# Reichenholz
Reichenholz ist ein Gemeindeteil der Gemeinde Berg bei Neumarkt in der Oberpfalz im Landkreis Neumarkt in der Oberpfalz in Bayern.

## Geografie
Die Einöde liegt im Oberpfälzer Jura auf circa 465 m ü. NHN etwa einen Kilometer südlich des ehemaligen Ludwig-Donau-Main-Kanals und circa viereinhalb Kilometer nordwestlich des Gemeindesitzes. Von Reichenholz aus fließt dem Kanal ein Bach zu.

## Geschichte
Die Ersterwähnung von Reichenholz (= Wald eines Richo) stammt aus dem Jahr 1370; am 23. August bekannte Jakob Weygel von Eschenaw, dass sein „Dörflein ze dem Reichenholz“ und das dabei gelegene Holz (= Wald) zu Lehen geht von Dietrich von Stauf zu Ernfels. Reichenholz ist auch erwähnt in dem von 1404 bis 1438 angelegten Salbuch des Pfalzgrafen Johann von Neumarkt. 1453 verkaufte der Nürnberger Bürger Leutold Schürstab seinen Reichenholzer Hof, der aus dem Besitz der Stauffer zu Ehrenfels stammte, mitsamt dem zugehörigen Wald jenseits der Schwarzach an das 1426 von Pfalzgraf Johann gegründete Kloster Gnadenberg; dieses verlieh Reichenholz 1494 an Hans Gumpel zu Hausham und seine Ehefrau Elsbeth. 1473 beklagte der Pfarrer von Sindlbach, dass das Kloster die drei Höfe von Reichenholz zu einem Hof vereinigt hat. Wahrscheinlich mit Sandsteinquadern aus dem Steinbruch von Reichenholz wurden im 15. Jahrhundert die Klosterkirche Gnadenberg und die Pfarrkirche zu Neumarkt erbaut. Als 1639 die herzogliche Regierung von Amberg von den ihr unterstellten Ämtern Berichte über die Belegungsfähigkeit in den einzelnen Orten für das Winterquartier von Truppen anforderte, führte das Kloster Gnadenberg Reichenholz nicht auf, wohl, weil die Ansiedelung infolge des Dreißigjährigen Krieges öd lag. Später wurde hier wieder gesiedelt. 1744 erhielt Georg Jacob Lembl, Richter und bevollmächtigter Lehensträger des Klosters Gnadenthal, Reichenholz vom Pfalzgrafen verliehen. Gegen Ende des Alten Reiches, um 1800, bestand Reichenholz aus zwei Höfen, auf denen jeweils eine Familie Hirschmann saß, die Hintersassen des Klosterrichteramt Gnadenberg waren. Die Hochgerichtsbarkeit übte das Pflegamt Haimburg aus, das zuletzt in Personalunion mit dem Pflegamt Pfaffenhofen geführt wurde. Bis 1830 war ein dritter Hof hinzugekommen.
Im Königreich Bayern (1806) gehörte Reichenholz zum Steuerdistrikt Oberölsbach, bei der Gemeindebildung um 1810/20 zu der Ruralgemeinde Oberölsbach, die neben Oberölsbach und Reichenholz noch Unterölsbach, Gnadenberg, den Irleshof und die Klostermühle umfasste. Diese Gemeinde war dem Landgericht Kastl im Bezirksamt Velburg unterstellt.
Im Zuge der Gebietsreform in Bayern wurde die Gemeinde Oberölsbach und damit auch Reichenholz am 1. Mai 1978 nach Berg eingemeindet.

### Einwohnerentwicklung
- 1836: 20[11]
- 1937: 19[12]
- 2015: 16[13]

## Sehenswürdigkeit

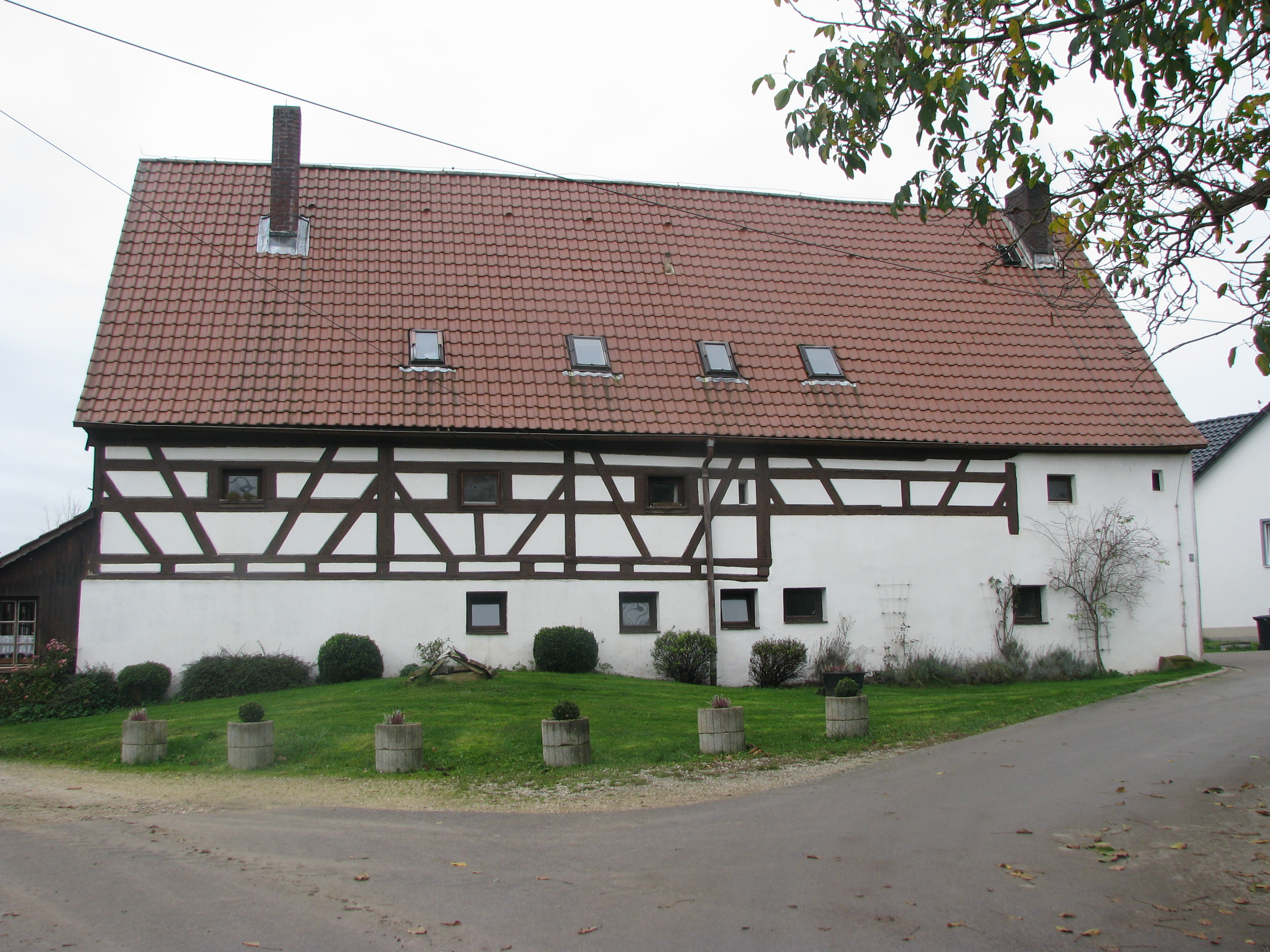
Wohnstallhaus mit Fachwerk

In Reichenholz ist ein Wohnstallhaus mit Fachwerk-Obergeschoss aus dem 18. Jahrhundert sehenswürdig. Es gilt als Baudenkmal.

## Verkehrsanbindung
Reichenholz ist über einen Anliegerweg zu erreichen, die von der Gemeindeverbindungsstraße abzweigt, die von Unter- bzw. Oberölsbach aus nach Rührersberg und Gspannberg führt.